# Nika (filmpris)
Nika (ryska: Ника) är ett ryskt pris för inhemsk film som delas ut årligen av Ryska filmakademin. Det instiftades av Julij Gusman 1987 som ett sovjetiskt filmpris modellerat efter den amerikanska Oscarn. Namnet är taget från Nike i den grekiska mytologin och prisstatyetten föreställer Nike från Samothrake. Nika var under många år det mest prestigefyllda priset i den ryska filmindustrin, men efter en politisk konflikt grundade Nikita Michalkov år 2002 det konkurrerande priset Guldörnen.

## Kategorier
År 2016 fanns följande kategorier:
- Bästa film
- Bästa film från OSS och Baltikum
- Bästa dokumentärfilm
- Bästa animerade film
- Bästa regi
- Bästa manus
- Bästa kvinnliga huvudroll
- Bästa manliga huvudroll
- Bästa kvinnliga biroll
- Bästa manliga biroll
- Bästa musik
- Bästa foto
- Bästa ljud
- Bästa scenografi
- Bästa kostym
- Årets upptäckt